# Aféra Schnaebele

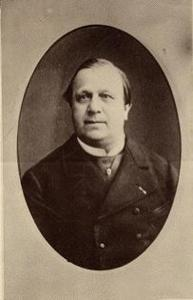
Guillaume Schnæbelé

Aféra Schnaebele byla diplomatický incident mezi Francií a Německem v roce 1887.
Francouzský celník Guillaume Schnaebelé byl podezírán Německem ze špionáže v Alsasku-Lotrinsku, byl vylákán na německou půdu a zatčen. Aféra téměř vedla k válce, nakonec byla vyřešena smírně, avšak předznamenala pád francouzského ministra války Boulangera.